# Air Alps

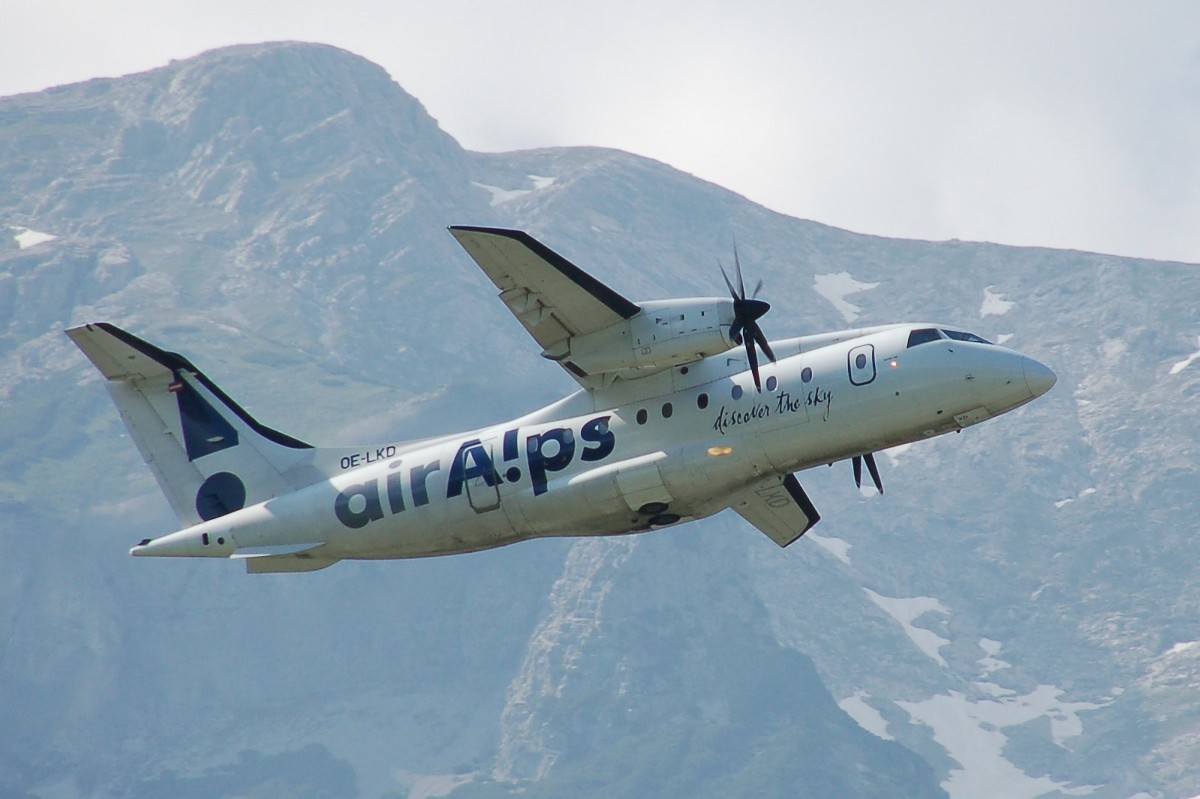
Dornier 328—110 авиакомпании Air Alps на взлёте из международного аэропорта Инсбрука

Air Alps — упразднённая австрийская авиакомпания, базировавшаяся в Инсбруке, столице Тироля. Обслуживала в основном внутренние направления, также осуществляла перевозки в соседние страны Европы. Основным аэропортом авиакомпании являлся международный аэропорт Инсбрука.

## История
Авиакомпания была основана в 1998 году и начала осуществлять перевозки 28 марта 1999 года на двух самолётах Dornier Do 328. Ещё три аналогичных лайнера были приобретены в 2000 году.
Изначально 49 % акций Air Alps принадлежали компании Air Engiadina, а 51 % — лично президенту и генеральному директору Air Engiadina Дитмару Ляйтгебу. В 2001 году контрольный пакет акций был приобретён группой инвесторов из Южного Тироля, и к 2012 году 79,82 % акций контролировались консорциумом Alpen-Air, миноритарными акционерами являлись компании Sudtiroler Transportstrukturen (7 %) и Alitalia (10 %).
В ноябре 2012 года Air Alps прекратила операционную деятельность после остановки регулярного маршрута Больцано-Рим. В августе следующего года было объявлено о ликвидации авиакомпании.

## Направления
Все полёты осуществлялись в рамках код-шерингового соглашения с авиакомпанией Alitalia.
В июле 2006 года авиакомпания Air Alps обслуживала следующие направления:
- из Милана в города Анкона, Больцано, Генуя, Ницца, Перуджа, Страсбург и Загреб
- из Рима в города Больцано, Брешиа, Парма и Римини

## Флот
По состоянию на 8 ноября 2011 года флот авиакомпании состоял из трёх самолётов Dornier Do 328.